# 陈云峰
陈云峰（1928年—1998年），男，陕西兴平人，中华人民共和国政治人物，曾任中共青海省委常委、秘书长、宣传部部长，青海省委党校校长，青海省政协副主席。